# 27-es busz (Pécs)
A pécsi 27-es jelzésű autóbusz Uránváros, a Budai városrész, Diós illetve Pécsbánya városrész kapcsolatát látja el. Ezzel a járattal lehet leggyorsabban eljutni Uránvárosból a Belvárosba, érintve a legforgalmasabb megállókat. A járat érinti az Egyetemvárost, az Árkád felső részét, a Vadász utcán és a Rákos Lajos utcán végighaladva éri el gesztenyési végállomását. A járat 74 perc alatt ér vissza Uránvárosba a 24,6 km-es úton.

## Története
1977. június 1-jétől fordul a járat a Dózsa György utcai fordulóban, addig a Felsővámház utca végén (a Zsolnay Mauzóleum jelenlegi bejáratánál) fordult. 2009. november 2-ától 2010. júniusáig az autóbuszok a Balokány érintésével terelőútvonalon közlekedtek, amíg az Európa Kulturális Fővárosa 2010 program keretén belül a Felsővámház utcát elzárták a forgalom elől.
2011 őszétől jelentős járatritkításon esett át, hétköznap 75+76 járat helyett 57+58 járat közlekedik, hétvégén 40 perc helyett 60 percenként járnak a járatok.
2014. február 3-tól a fonódó hálózat bevezetése óta csak csúcsidőben Uránváros és Gesztenyés között közlekedik. Hétvégén nem jár.
2016. június 16-ától csak egy irányban, a Gesztenyés felé közlekedik. A járatok a II-es rakodótól és a Benczúr utcától is indulnak. Az ellenkező irányban más jelzésű autóbuszok járnak.

## Útvonala
| II-es rakodó → Uránváros → Árkád → Gesztenyés | Gesztenyés → Árkád → Uránváros |
| --- | --- |
| II-es rakodó – Szentlőrinci út – Makay István út – Pellérdi út – Rácvárosi út – Páfrány utca – Ürögi fasor – Makay István út – Nendtvich Andor út – Szántó Kovács János utca – Szigeti út – Hungária utca – Rákóczi út – Rákóczi út – Zsolnay Vilmos utca – Lánc utca – Felsővámház utca – Vadász utca – Engel János József utca – Hársfa út – Május 1. utca – Rákos Lajos utca – Káposztásvölgyi út – Pécsbányatelepi út – Gesztenyés utca – Gesztenyés | Gesztenyés – Gesztenyés utca – Pécsbányatelepi út – Káposztásvölgyi út – Rákos Lajos utca – Május 1. utca – Hársfa út – Engel János József utca – Vadász utca – Felsővámház utca – Király utca – Lánc utca – Zsolnay Vilmos utca – Rákóczi út – Rákóczi út – Rákóczi út – Hungária utca – Szigeti út – Szántó Kovács János utca – Nendtvich Andor út – Makay István út – Ürögi fasor – Uránváros |

## Megállóhelyei
| 27 (Benczúr Gyula utca – Uránváros – Árkád – Gesztenyés) |                                      |          | |                                                                                              |
| Perc (↓)                                                 | Megállóhely                          | Perc (↑) | Megállóhelyet érintő járatok | Létesítmények                                                                                |
| 0                                                        | Benczúr Gyula utca végállomás        | 39       | 25, 27, 27Y |                                                                                              |
| 1                                                        | Kovács Béla utca                     | 38       | 25, 27, 27Y |                                                                                              |
| 2                                                        | Patacsi Kultúrház                    | 37       | 25, 27, 27Y |                                                                                              |
| 3                                                        | Patacsi elágazás                     | ∫        | 25, 25A, 26, 26A, 27, 27Y, 28, 29 · Helyközi autóbuszok |                                                                                              |
| 3                                                        | Patacsi elágazás                     | 36       | 25, 25A, 26, 26A, 27, 27Y, 28, 29 · Helyközi autóbuszok |                                                                                              |
| 4                                                        | Rácváros                             | 35       | 25, 25A, 26, 26A, 27, 27Y, 28, 29 |                                                                                              |
| 5                                                        | Bolgár köz                           | 34       | 25, 25A, 26, 26A, 27, 27Y, 28, 29 |                                                                                              |
| 7                                                        | Uránváros                            | 32       | 1, 2, 2A, 2E, 4, 4Y, 21, 21A, 22, 23, 23Y, 24, 25, 25A, 26, 26A, 27, 27Y, 28, 28A, 28Y, 29, 102, 102Y, 104, 104A, 104E, 104Y, 107E, 121 · Helyközi autóbuszok                                                                                   | Autóbusz-állomás, Gyógyszertári Központ                                                      |
| 9                                                        | Szigeti út, Szántó Kovács János utca | 29       | 25, 26, 27, 27Y, 28, 28A, 28Y, 29, 107E |                                                                                              |
| 10                                                       | Gyümölcs utca                        | 28       | 25, 26, 26A, 27, 27Y, 28, 28A, 28Y, 29 |                                                                                              |
| 11                                                       | Egyetemváros                         | 27       | 2, 2A, 2E, 25, 26, 26A, 27, 27Y, 28, 28A, 28Y, 29, 55, 102, 102Y, 107E | PTE Általános Orvostudományi Kar, 400 ágyas klinikatömb                                      |
| ∫                                                        | KEDPLASMA plazma központ             | 26       | 2, 2A, 2E, 25, 26, 26A, 27, 27Y, 28, 28A, 28Y, 55, 102, 102Y, 107E | KEDPLASMA plazma központ                                                                     |
| 13                                                       | Petőfi utca                          | 24       | 2, 2A, 2E, 25, 26, 26A, 27, 27Y, 28, 28A, 28Y, 29, 37, 46, 47, 55, 102, 102Y, 107E, 109E | Városi könyvtár                                                                              |
| 15                                                       | Kórház tér                           | 22       | 2, 2A, 2E, 25, 26, 26A, 27, 27Y, 28, 28A, 28Y, 29, 30, 31, 32, 32Y, 34, 34Y, 35, 35Y, 36, 37, 44, 46, 47, 102, 102Y, 103, 107E, 109E, 130 | Megyei Kórház, Jakováli Hasszán dzsámija, Hotel Pátria                                       |
| 17                                                       | Zsolnay-szobor                       | 21       | 2, 2A, 2E, 3, 3E, 6, 6E, 7, 7Y, 8, 13Y, 14, 14Y, 22, 23, 23Y, 24, 25, 26, 26A, 27, 27Y, 28, 28A, 28Y, 29, 30, 31, 32, 32Y, 34, 34Y, 35, 35Y, 36, 37, 38, 38Y, 39, 40, 44, 46, 47, 73, 73Y, 102, 102Y, 103, 107E, 109E, 130, 140                 | Postapalota, OTP, ÁNTSZ, Megyei Bíróság, Zsolnay-szobor                                      |
| 19                                                       | Árkád                                | 19       | 2, 2A, 2E, 3, 3E, 4, 4Y, 6, 6E, 7, 7Y, 8, 13, 13E, 13Y, 14, 14Y, 15, 15A, 22, 23, 23Y, 24, 25, 26, 26A, 27, 27Y, 28, 28A, 28Y, 29, 30, 33, 38, 38Y, 39, 40, 60, 60Y, 73, 73Y, 102, 102Y, 103, 104, 104A, 104E, 104Y, 107E, 109E, 130, 130A, 140 | Árkád, Konzum áruház, Anyakönyvi Önkormányzat, NAV, Skála, Kossuth tér                       |
| 21                                                       | Rákóczi út                           | ∫        | 20, 21, 21A, 22, 23, 23Y, 24, 25, 26, 27, 27Y, 28, 28Y, 29, 33, 38, 38Y, 39, 40, 44, 60, 60A, 60Y, 121, 140 | PTE ÁJK, PTE KTK                                                                             |
| 22                                                       | Búza tér                             | 17       | 25, 26, 27, 27Y, 28, 28A, 28Y, 29, 30Y, 33, 38, 38Y, 39, 40, 44, 121, 140 | Egyetemi kollégium, I. sz. Rendelőintézet, Dél-dunántúli Regionális Könyvtár és Tudásközpont |
| 24                                                       | Major utca                           | 15       | 25, 26, 27, 27Y, 40, 121 | Felsővámház Utcai Általános Iskola, Zsolnay Kulturális Negyed                                |
| 25                                                       | Bóbita Bábszínház                    | 14       | 25, 26, 27, 27Y, 40, 121 | Bóbita Bábszínház, Zsolnay Kulturális Negyed                                                 |
| 26                                                       | Ledina                               | 13       | 25, 26, 27, 27Y, 40, 121 | Zsolnay-mauzóleum                                                                            |
| 27                                                       | Pósa Lajos utca                      | 12       | 25, 26, 27, 27Y, 40, 121 |                                                                                              |
| 28                                                       | Engel János József utca              | 11       | 25, 26, 27, 27Y, 40, 121 | Új Dunántúli Napló                                                                           |
| 29                                                       | Református Gimnázium                 | 10       | 26, 27, 27Y, 40 |                                                                                              |
| 30                                                       | Bittner Alajos út                    | 9        | 26, 27, 27Y, 28, 28A, 28Y, 38, 38Y, 40, 140 |                                                                                              |
| 31                                                       | Nagymeszes                           | 8        | 26, 27, 27Y, 40, 140 |                                                                                              |
| 32                                                       | Háromhíd                             | 7        | 26, 27, 27Y, 40, 140 |                                                                                              |
| 33                                                       | Malom                                | 6        | 26, 27, 27Y, 40, 140 |                                                                                              |
| 34                                                       | Selmecz utca                         | 5        | 26, 27, 27Y, 40, 140 |                                                                                              |
| 35                                                       | Széchenyi-akna                       | 4        | 4, 26, 27, 27Y, 40, 140 |                                                                                              |
| 36                                                       | Kórház                               | 3        | 4, 26, 27, 27Y, 40, 140 |                                                                                              |
| 37                                                       | Bazsó                                | 2        | 4, 26, 27, 27Y, 40, 140 |                                                                                              |
| 38                                                       | Ezeréves                             | 1        | 4, 26, 27, 27Y, 40, 140 |                                                                                              |
| 40                                                       | Gesztenyés végállomás                | 0        | 4, 26, 27, 27Y, 40, 140 |                                                                                              |